# Vesterø Havn
Vesterø Havn is een plaats in de Deense regio Noord-Jutland, gemeente Læsø. De plaats telt 409 inwoners (2008).